# Elena Landázuri
Elena Landázuri Gil (30 de diciembre de 1888 en Tacubaya - 10 de diciembre de 1970 Ciudad de México) fue una socióloga, trabajadora social y defensora de los derechos de las mujeres mexicana. 

## Biografía
Landázurri Gil nació en Tacubaya, siendo hija de Dolores Gil y Pedro Landázuri, que fue un aristócrata, destacado político y desempeñó varios cargos públicos, como por ejemplo el de cónsul en Hamburgo, o diputado en el Congreso de la Unión.
Landázuri realizó empezó estudiando música desde muy joven y, más tarde, filosofía con Antonio Caso. Posteriormente estudió Sociología en la Universidad de Chicago entre 1918 y 1921, trabajando en estudios sobre migración. Durante ese periodo colaboró en Hull House, que era un centro de asistencia social para inmigrantes, en gran parte mexicanos, donde entró en contacto con Jane Addams.
Dedicó parte de su vida al Trabajo Social, y hablaba varios idiomas.
Fue una gran promotora de los derechos de las mujeres, habiendo sido influenciada por Jane Addams, y fue parte de varias organizaciones feministas internacionales y mexicanas. Participó en congresos feministas internacionales, como por ejemplo en la Primera Conferencia Panamericana organizada en Baltimore, Maryland en la que, junto con Antonieta Rivas del Mercado, hizo de intérprete, o representando al Consejo Feminista Mexicano en el Congreso Internacional de la Mujer que se celebró en Europa. Fue secretaria-tesorera de la Liga Panamericana para la Elevación de la Mujer, y secretaria del Exterior del Centro Feminista Mexicano y de la Liga Pan-Americana de Mujeres.
También mostró por las culturas originarias de su país, y por la situación de la infancia. Participó en una campaña de alfabetización organizada por José Vasconcelos tras la dictadura de Díaz.  Implementó la escuela para niños indígenas, con vistas a brindarles una educación. Este  trabajo junto a Vasconcelos y la afinidad política de ambos la llevaron a involucrarse en la campaña presidencial vasconcelista en 1929; creyendo que este político oaxaqueño era una esperanza en el camino hacia la reivindicación de los derechos de las mujeres.
En relación con la situación de la infancia, publicó junto a dos colegas el libro Children of Mexico: Their Land and Its Story, y trabajó en la Secretaría de Salubridad como jefa de enfermeras del Servicio de Higiene Infantil, creando un cuerpo especial de enfermeras a domicilio para dar seguimiento a la salud y nutrición de los niños y sus madres.
Durante muchos años se centró Landázuri implementó la escuela para niños indígenas, cuyo objetivo era brindarles educación y contribuir con el desa- rrollo nacional, principal objetivo de Vasconcelos. Su trabajo junto a Vasconcelos y su afinidad política la llevaron a integrarse como propagandista en la campaña presidencial vasconcelista en 1929; Landázuri, al igual que otras mujeres, veía en el político oaxaqueño una esperanza en el camino hacia la reivindicación de sus derechos.